# Katona Péter Dániel
Katona Péter Dániel (Szeged, 1997. július 21. –) magyar színész.

## Életpályája
Szülővárosában éltek tíz éves koráig. Édesapja a szegedi egyetemen adjunktus, édesanyja a Miskolci Egyetemen tanít. Édesanyjának húga, Szirbik Bernadett színésznő. Édesanyjával és húgával szülei válása után Miskolcra költöztek. A miskolci Zrínyi Ilona Gimnáziumban érettségizett. 2018–2023 között a Színház- és Filmművészeti Egyetem hallgatója volt, Zsámbéki Gábor, Fullajtár Andrea és Tárnoki Márk osztályában. 2023-2024 között az Átriumban szerepelt. 2024-2025 között a Thália Színház tagja. 2025-től a Radnóti Színház színésze. Szinkronizálással is foglalkozik.

## Színházi szerepei

### Kultúr Brigàd
- Holt költők társasága (2023) ...Neil Perry
- Az orvos (2023) ...Sami
- Hannibál tanár úr (2022) ...Iván, Nyúl fia
- Holtverseny (2021)
- 12 dühös ember ...Tizenkettes esküdt
- Az őrült nők ketrece ...Francis

### Radnóti Színház
- A vége (2023) ...Szabad András

### Katona József Színház
- Lear király (2021) ...Bohóc

### Thália Színház
- A hülyéje (2024) ...Pontagnac[9]
- Bűnözőzsenik (2025) ...Stevie
- Fehér babák (2025)

### Freeszfe Egyesület
- Jézus menyasszonya (2024) ...Fiú[10]

### Színház- és Filmművészeti Egyetem(SZFE)
- Merre jársz...?(2023) ...Mihaszna Kisasszony[11]

## Filmes és televíziós szerepei
- Nagykarácsony (2021) ...Pizzafutár
- A tanár (2021) ...Márkusz
- Budapest, zárt város (2021) ... Péter
- Nyugati nyaralás (2022) ... Balázs
- Apatigris (2023) ...Bence
- Ki mint veti ágyát (2023) ... Péter
- Vigyél el (2023)
- Tündérkert – Kísértések kora (2023) ...Báthory Gábor[2][12]
- Magasmentés (2023)
- S.E.R.E.G. (2024) ...Tücsök
- Hunyadi (2025) ...Radu
- BigBakShow (2025) ...Nagy Norbi
- A könyv a mi fegyverünk (2026) ... Péter

## Díjai
- Átrium-díj (2023)[13]